# 안도라 축구 연맹
안도라 축구 연맹(Federació Andorrana de Futbol, FAF)은 안도라의 축구 협회로써 에스칼데스엔고르단에 본부를 두고 있다. 연맹은 연령별 남자 국가대표팀과 여자 국가대표팀 및 프리메라 디비지오 등 각종 국내 리그 및 대회를 운영하고 있다.